# Galezova Draga
Galezova Draga – wieś w Chorwacji, w żupanii karlowackiej, w mieście Ozalj. W 2011 roku liczyła 27 mieszkańców.